# Petitio principii
Petitio principii (lat. zahtijevanje počela) ili moljenje pitanja je neformalna logička pogreška. Događa se kada se za tvrdnju oko koje se vrti rasprava navode razlozi koji pretpostavljaju istinitost te iste tvrdnje. Pogreška ima svoju varijantu circulus in probando u kojoj je kao razlog za neku tvrdnju navedena ta ista tvrdnja samo iskazana drugim riječima.